# Phagocata racovitzai
Phagocata racovitzai is een platworm (Platyhelminthes). De worm is tweeslachtig. De soort leeft in of nabij zoet water.
Het geslacht Phagocata, waarin de platworm wordt geplaatst, wordt tot de familie Planariidae gerekend. De wetenschappelijke naam van de soort werd, als Planaria racovitzai, voor het eerst geldig gepubliceerd in 1928 door de Beauchamp. De naam komt in de literatuur ook voor als Atrioplanata racovitzai.